# Löntagarna
Löntagarna var en svensk fackförening med koppling till Sverigedemokraterna, bildad 2013 och upplöst 2014.
Efter att flera fackförbund uteslutit förtroendevalda i Sverigedemokraterna, bildades fackföreningen Löntagarna i december 2013. Det skedde på initiativ av partiets kommunikationsstrateg Joakim Wallerstein, som menade att föreningen trots sina nära band till Sverigedemokraterna skulle vara politiskt obundet. Löntagarna skulle i enlighet med sin slogan "bara ett fackförbund" bli ett fack som endast hjälper sina medlemmar med juridisk rådgivning vid problem med arbetsgivaren, utan att bedriva opinionsbildning eller andra verksamheter.
Föreningen skulle med sin månadsavgift på 180 kronor bli ett billigare fackligt alternativ, som välkomnade sverigedemokrater som uteslutits ur andra fackföreningar. På flera håll inom arbetarrörelsen ansågs att Löntagarna var en klassisk gul fackförening, med stadgeskrivningar som öppnade för strejkbryteri.
I oktober 2014 meddelade fackföreningens styrelse att man beslutat att Löntagarna läggs ner. Anledningen var, enligt föreningens ordförande Sven Pernils, att för få anslutit sig och att verksamheten därför inte bar sig ekonomiskt. Medlemstalet låg då på strax under 200.